# Київська Русь (банк)
«Київська Русь» — колишній український банк, створений у 1996 році. Ліквідований у 2015 через неплатоспроможність.

## Історія

Відділення банку у м. Тараща, Київська область (2009)

Збори засновників відбулися 16 травня 1996 року. В тому ж місяці, 30 травня, банк зареєстрований Національним Банком України. 21 червня 1996 року отримав ліцензію Нацбанку на здійснення банківських операцій.
У 1998 став членом валютної секції УМВБ, у 1999 — членом Фонду гарантування вкладів фізичних осіб.
Станом на 2005 рік функціонувало 53 структурні підрозділи. Того ж року почав емісію карток платіжної системи MasterCard, а у 2008 — Visa.
Наприкінці 2007 року у складі АБ «Київська Русь» існувало 107 відокремлених структурних підрозділів, із них 13 філій та 94 відділення, з яких 29 безпосередньо підпорядковані головній конторі банку. Обрано новий склад спостережної ради, до якої увійшли представники іноземного інвестора.

## Членство в організаціях
Банк є членом таких організацій:
- Асоціація «УкрСВІФТ»
- ПАТ «Фондова біржа ПФТС»
- ПрАТ «Всеукраїнський депозитарій цінних паперів»
- Асоціація «Українські фондові торгівці»
- Асоціація «Фондове партнерство»
- ПАТ «Українська біржа»
- Фонд гарантування вкладів фізичних осіб
- Українська міжбанківська валютна біржа (УМВБ)
- Асоціація «Незалежна асоціація банків України»